# Ślepowola (przystanek kolejowy)
Ślepowola – dawny wąskotorowy kolejowy przystanek osobowy w Ślepowoli, w gminie Mogielnica, w powiecie grójeckim, w województwie mazowieckim, w Polsce.
Przystanek oddano do użytku 9 października 1920 roku, wraz z odcinkiem linii wąskotorowej pomiędzy Mogielnicą a Brzostowcem. W obrębie przystanku znajdował się peron ziemny położony po południowej stronie toru. Na przystanku nigdy nie było budynku dworcowego.
Eksploatację przystanku wstrzymano w pierwszych dniach stycznia 1945 roku, gdy oddziały Wehrmachtu wstrzymały ruch Kolei Grójeckiej i zniszczyły infrastrukturę kolejową w związku ze zbliżającą się ofensywą Armii Czerwonej. Po wojnie jego eksploatacji nie wznowiono. Nieużywany od ponad pięciu lat przystanek oficjalnie zlikwidowano 23 września 1950 roku, ale ruch pociągów osobowych i towarowych, a następnie turystycznych, po linii przebiegającej przez dawny przystanek był utrzymywany do 1 kwietnia 2001 roku.

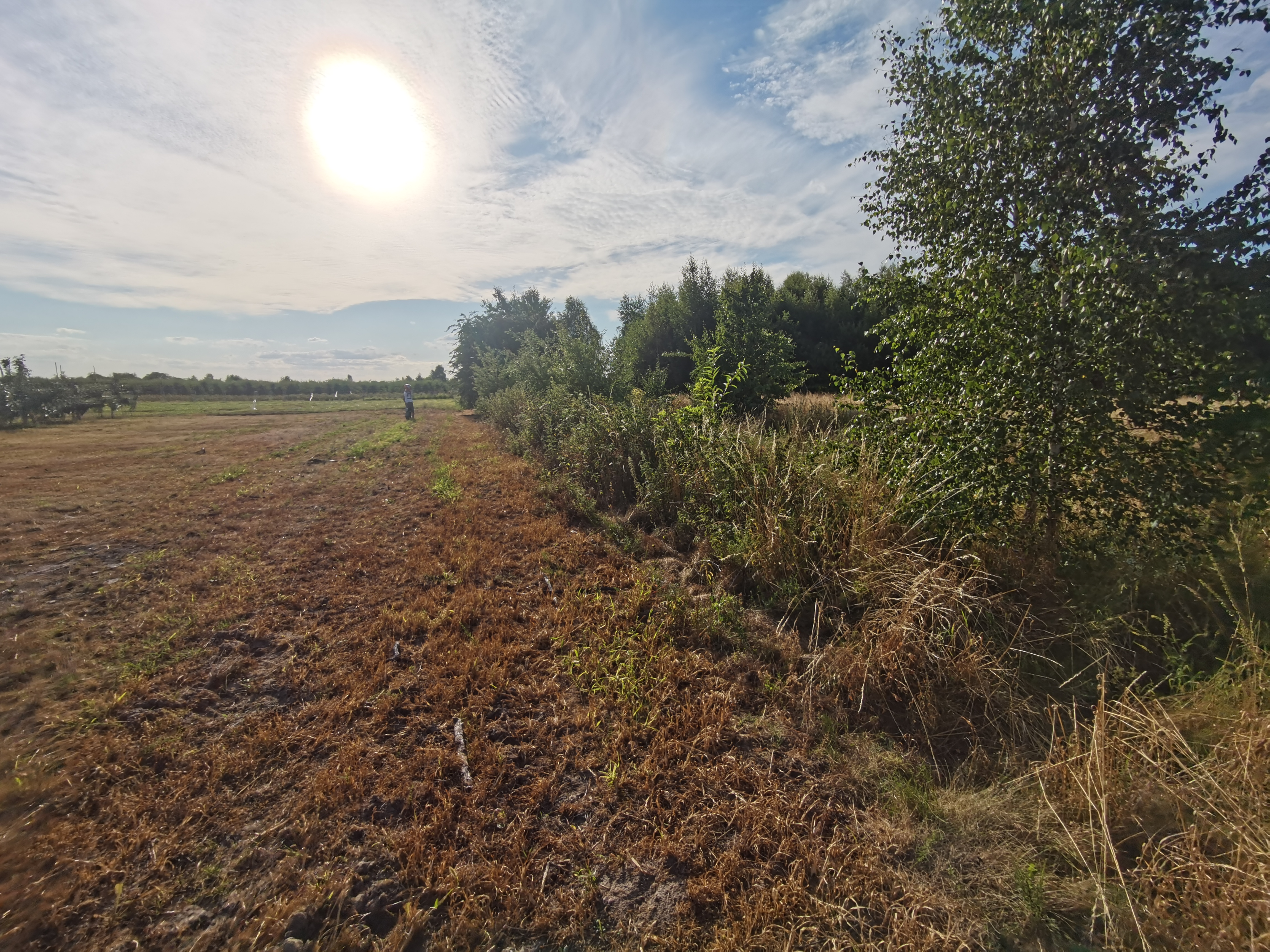
Dawny przystanek kolejowy Ślepowola od strony Wschodu, wejście na perony 2 w lipcu 2022r.

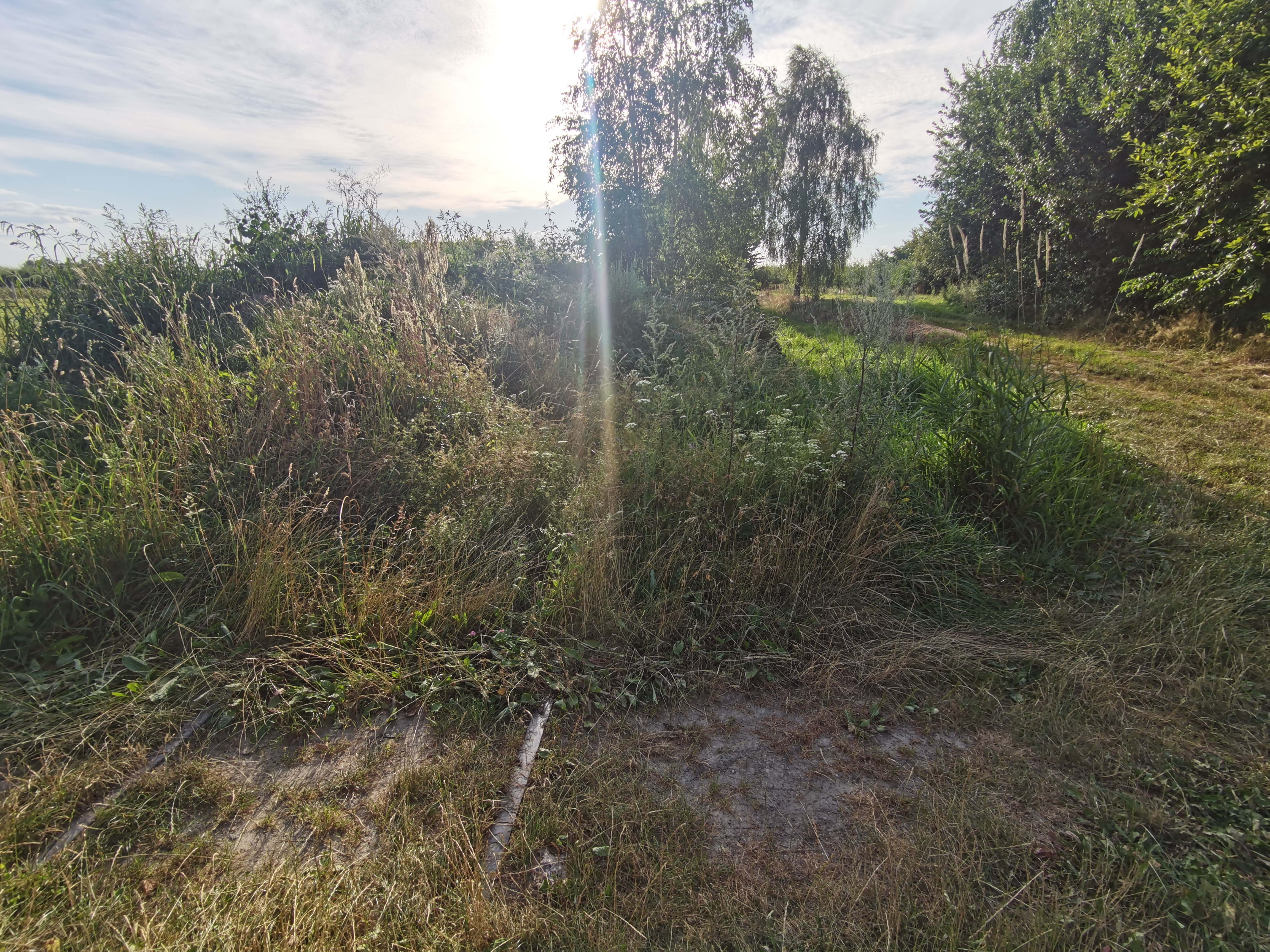
Dawny przystanek kolejowy Ślepowola od strony Wschodu, wejście na perony 1 w lipcu 2022r.

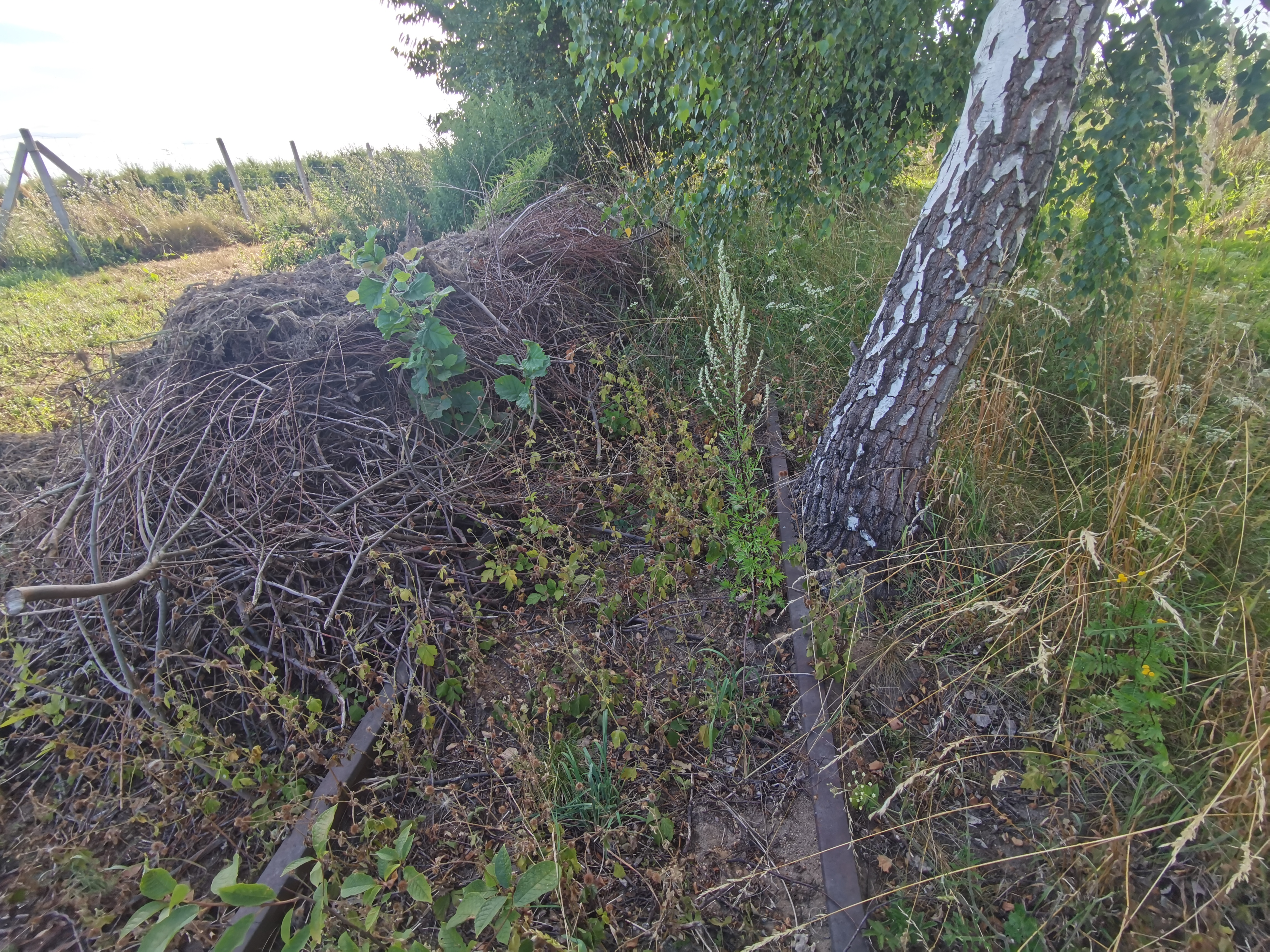
Dawny przystanek kolejowy Ślepowola - tory w rejonie przystanku w lipcu 2022r.

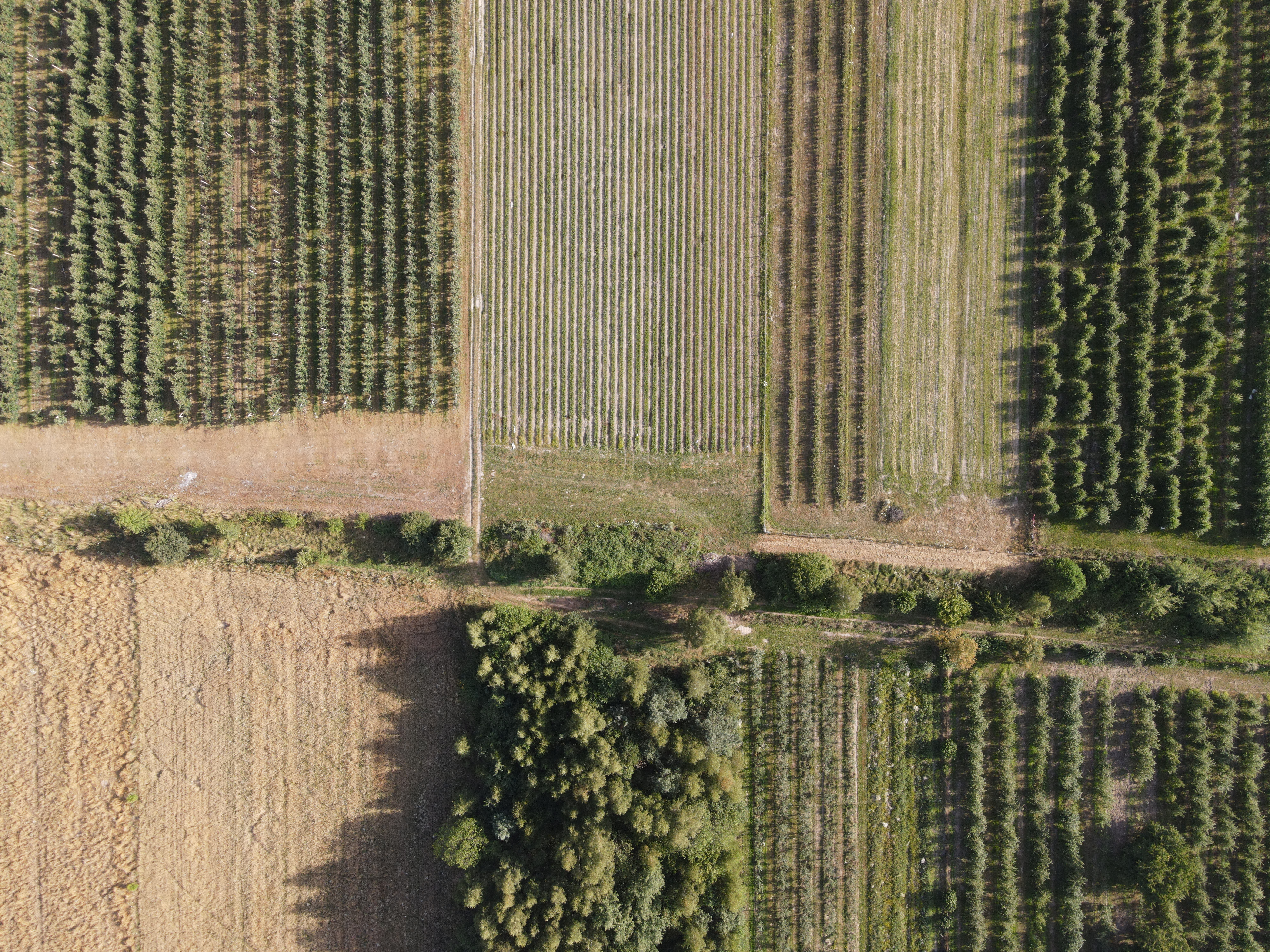
Dawny przystane kolejowy Ślepowola od strony Zachodniej w lipcu 2022r.

## Przypisy

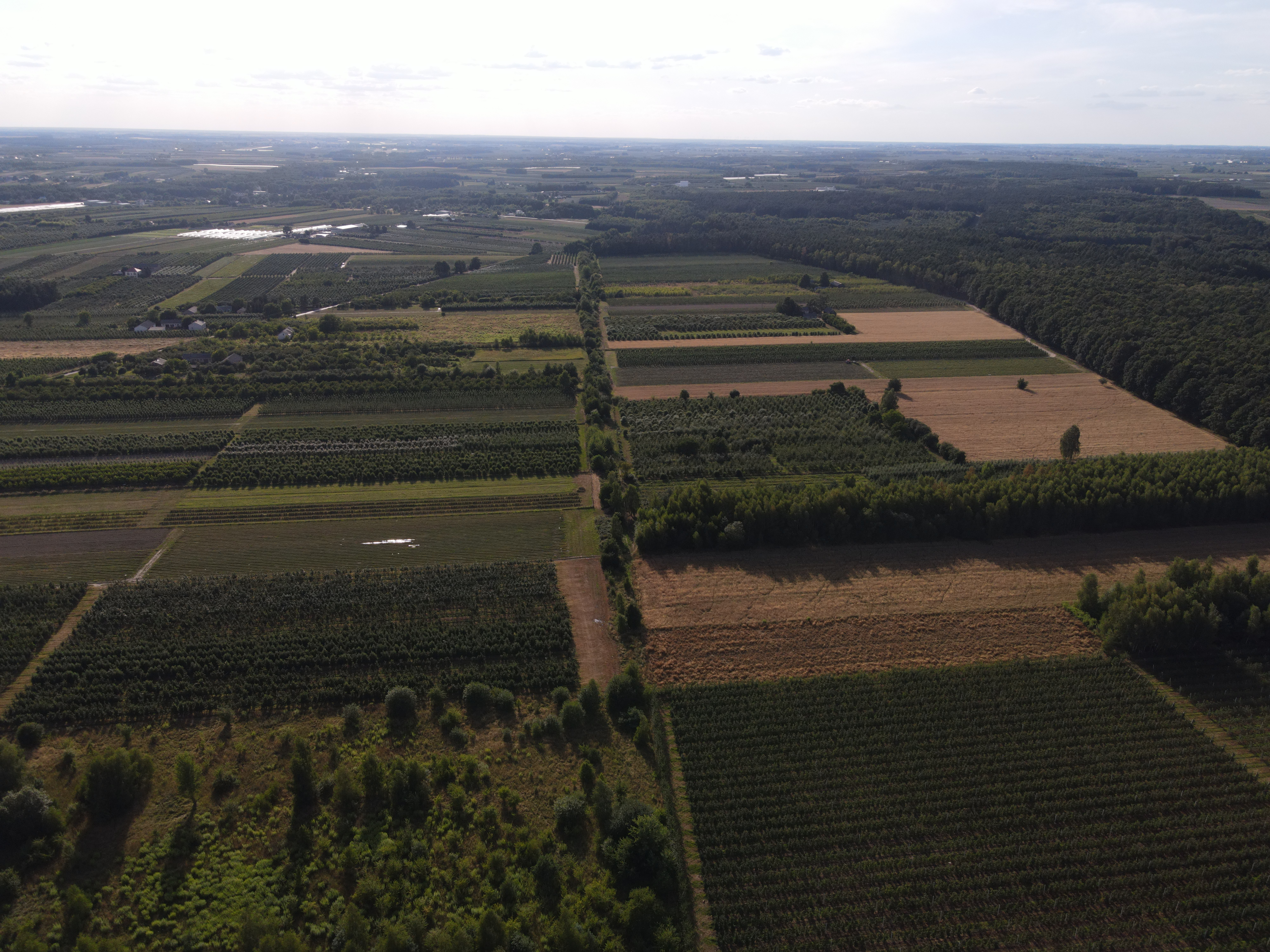
Dawny przystanek kolejowy Ślepowola od strony Wschodniej w lipcu 2022r.